# Ibrahim Benachour
Pour les articles homonymes, voir Benachour.
Ibrahim Abdallah Benachour (en arabe : إبراهيم عبد الله بن عاشور) est un footballeur algérien né le 5 novembre 1986 à Chéraga dans la wilaya d'Alger. Il évolue au poste d'allier droit au WA Tlemcen.

## Biographie
Il évolue en première division algérienne avec son club formateur, le Paradou AC, l'USM El Harrach, le MC El Eulma, l'US Biskra et le WA Tlemcen. Il dispute actuellement 78 matchs en inscrivant 8 buts en Ligue 1.

## Palmarès
US Biskra
- Championnat d'Algérie D2 (1) :
  - Champion : 2018-19.